# Szent György-fatemplom (Madarsák)
A madarsáki Szent György-fatemplom műemlékké nyilvánított épület Romániában, Arad megyében. A romániai műemlékek jegyzékében az  AR-II-m-B-00627 sorszámon szerepel.

## Története
A templom eredetileg a temetőben épült, és 1842-ben költöztették át jelenlegi helyére.